# Тагос
Тагос или таг (др.-греч. τᾱγός, τάγης «предводитель, вождь») — верховный вождь древней Фессалии. Когда в VII веке до н. э. четыре области, на которые делилась Фессалия, объединились в союз, то во главе был поставлен тагос. Он выбирался пожизненно из аристократических родов, управлявших Фессалией, ему принадлежала верховная военная власть. В VI веке до н. э. Фессалийский союз распался и тагос перестал выбираться. В первой половине IV века до н. э. Фессалия была снова объединена ферским тираном Ясоном, который заставил выбрать его тагосом (374 год до н. э.) С этого времени и до самого завоевания Фессалии римлянами её возглавлял тагос — как тогда, когда Фессалия была независима, так и тогда, когда она была подчинена македонским царям.